# Ewald Hermann von Trosky

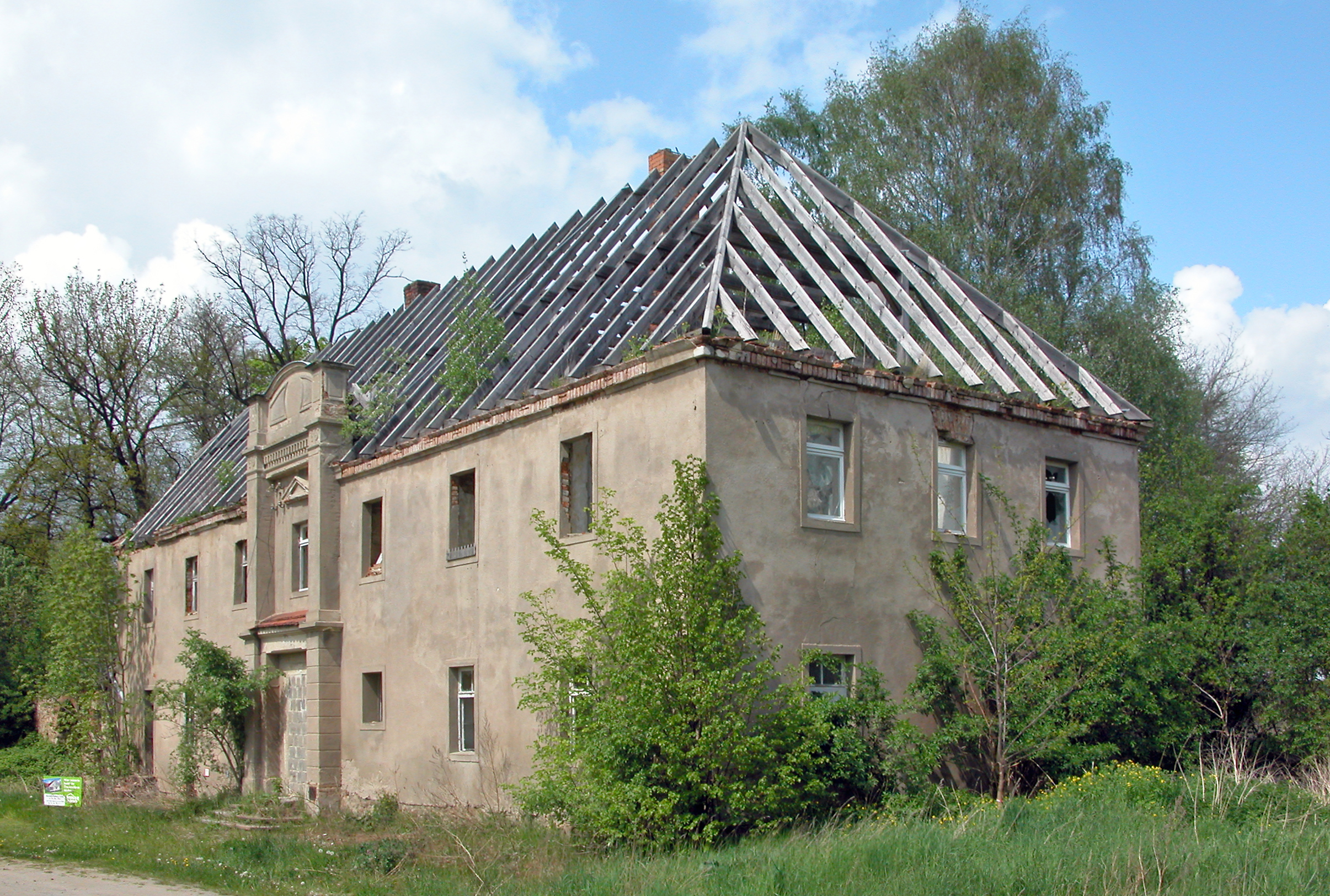
Troskys Rittergut in Doberschau

Ewald Hermann von Trosky (* 30. Juni 1823 in Canitz bei Oschatz; † 21. Februar 1906) war ein sächsischer Generalmajor.

## Leben
Ewald Hermann von Trosky war ein Sohn des Doberschauer Gutsbesitzer und Abgeordneten des sächsischen Landtags Friedrich Richard von Trosky und dessen Ehefrau Charlotte Starke-Canis († 1882). Die Eltern heirateten 1820 in Meißen, der Vater war bereits Major. Ewald Hermann von Trosky hatte einen Bruder namens Richard († 15. August 1860).
1839 trat er als Kadett in die sächsische Armee ein und wurde am 1. Januar 1843 zum Portepeejunker beim Garde-Reiter-Regiment ernannt. In den folgenden Jahren erreichte er am 30. Dezember 1843 den Rang eines Leutnants, 1850 den eines Oberleutnants, und am 5. März 1856 den eines Rittmeisters. Bis dahin diente er im 1. Reiter-Regiment unter dem Kommandeur Ottomar Saladin Iscador Islami de Zadora Paszkowski-Plomienczek. Er wurde am 2. Dezember 1866 zum Major im Garde-Reiter-Regiment befördert und diente auch während des Deutschen Krieges in diesem Regiment. Er diente nach Beförderung zum Oberstleutnant am 24. Juni  1869 als Kommandeur des Königlich-Sächsischen 2. Ulanen-Regiment Nr. 18.
Er schied am 30. Dezember 1871 aus der sächsischen Armee aus und lebte seitdem in Doberschau bei Bautzen, wo er das Gut seines Vaters erbte und es im Jahre 1900 im zeitgenössischen Stil umbaute. Im Ruhestand wurde er bis 1880 mit dem Charakter eines Obersts und später auch mit dem Charakter eines Generalmajors ausgezeichnet. Das Gut vermachte er nach seinem Tode der Stadt Bautzen. Im Jahre 1912 wurde die Troskystraße in Bautzen nach ihm benannt, welche 1951 in Albrecht-Dürer-Straße umbenannt wurde.